# 文化放送モバイルplus presents 生放送!
『文化放送モバイルplus presents 生放送!』（ぶんかほうそうモバイルプラス プレゼンツ なまほうそう）は、文化放送制作のリスナー参加型生番組。2009年4月から2025年3月まで超!A&G+で配信され、2025年4月からQloveR「超!A&G+チャンネル」にて配信中。

## 概要
2009年4月、『超!mobile A&G presents 生放送!』として配信開始し、2015年7月にケータイサイト名の変更に伴い、番組名を『文化放送モバイルplus presents 生放送!』に変更。
携帯サイト「文化放送モバイルplus（旧:モバイル文化放送)」及びスマートフォンアプリ「超! mobile A&G」と連動して、リスナー投票コーナーや、パーソナリティーとリスナーとのリアルタイムのやり取りを通して文化放送モバイルplusを盛り上げていく。番組開始当初は、諏訪部順一がパーソナリティを務める「諏訪部順一の生放送」と、月替わりでマンスリーパーソナリティーが務める月替わり特別番組の2番組で開始した。
2011年1月より毎月第2水曜日に特別番組枠で2度配信された、「バトスピ大好き声優の生放送!」をレギュラー化したスピンオフ番組「バトスピ大好き声優の生放送!」が放送開始。
また、2014年4月より放送週が変更となり、現在、第1週にマンスリーパーソナリティーによる特別番組、第2週に「バトスピ大好き声優の生放送!」、第4週に「諏訪部順一の生放送!」が放送されている。なお、「諏訪部順一の生放送!」は2018年9月26日をもって終了した。
番組開始から2025年3月まで超!A&G+にて配信されていたが、超!A&G+サービス終了に伴い、2025年4月からはQloveR「超!A&G+チャンネル」に移行して継続。
配信終了後には、「文化放送モバイルplus」サイトの有料会員向けに、直筆色紙や、スタジオ写真、アフタートークがアップされる。

## 配信時間
- 2015年7月1日 - 22日

「文化放送モバイルplus presents（マンスリーパーソナリティ名）の生放送! 」：
毎月第1水曜 22:00 - 23:00（リピート：翌木曜日 10:00 - 11:00、土曜日 6:00 - 7:00）
※更新のない第3水曜日はリピート配信
「文化放送モバイルplus presents バトスピ大好き声優の生放送！」：
毎月第2水曜 22:00-  23:00（リピート：翌木曜日 10:00 - 11:00、土曜日 6:00 - 7:00）
「文化放送モバイルplus presents 諏訪部順一の生放送! 」：
毎月第4水曜 22:00 - 23:00（リピート：木曜日 10:00 - 11:00、土曜日 6:00 - 7:00）
※更新のない第5水曜日はリピート配信
- 2015年8月5日 - 2016年3月23日

「文化放送モバイルplus presents（マンスリーパーソナリティ名）の生放送! 」：
毎月第1水曜 22:00 - 23:00（リピート：翌木曜日 10:00 - 11:00、土曜日 6:00 - 7:00）
「文化放送モバイルplus presents バトスピ大好き声優の生放送！」：
毎月第2水曜 22:00 - 23:00（リピート：翌木曜日 10:00 - 11:00、土曜日 6:00 - 7:00）
「文化放送モバイルplus presents ツダケンとフッキーのはてるまでラジオを舞台化する生放送」：
毎月第3水曜 22:00 - 23:00（リピート：翌木曜日 10:00 - 11:00、土曜日 6:00 - 7:00）
「文化放送モバイルplus presents 諏訪部順一の生放送! 」：
毎月第4水曜 22:00 - 23:00（リピート：木曜日 10:00 - 11:00、土曜日 6:00 - 7:00）
※更新のない第5水曜日はリピート配信
- 2016年4月6日 -

「文化放送モバイルplus presents（マンスリーパーソナリティ名）の生放送! 」：
毎月第1水曜 22:00 - 23:00（リピート：翌木曜日 10:00 - 11:00、土曜日 6:00 - 7:00）
※更新のない第3水曜日はリピート配信
「文化放送モバイルplus presents バトスピ大好き声優の生放送！」：
毎月第2水曜 22:00 - 23:00（リピート：翌木曜日 10:00 - 11:00、土曜日 6:00 - 7:00）
「文化放送モバイルplus presents 諏訪部順一の生放送! 」：
毎月第4水曜 22:00 - 23:00（リピート：木曜日 10:00 - 11:00）
※更新のない第5水曜日はリピート配信

## 番組内容
※〈  〉カッコ内はパーソナリティー、ゲストが担当している「文化放送モバイルplus（旧;超! mobile A&G）」番組、コンテンツ

### 「（マンスリーパーソナリティ)の生放送!」
マンスリーパーソナリティとして、ライブ・イベントのプロモーションを兼ねて声優・アーティストが担当する、単発特別番組枠となっている。番組内の企画は、その回のテーマによって異なり、様々な企画を展開している。回によっては、先行電話予約や、超!A&Gショップでの特別通販を実施することもある。

#### パーソナリティ
2009年度
- 2009年4月度:「- 新谷良子と清水愛の生放送！」

新谷良子、清水愛〈良子&愛のぷにぷに Tea Time〉
- 2009年5月度:「- 松来未祐の生放送！」

松来未祐〈コラム、ライブレポート〉　
- 2009年6月度：「- AN's ALL STARSvs岩田光央の生放送！」

AN's ALL STARS(森久保祥太郎、石川英郎、左人忠相、ヒロシ、乙部ヒロ)〈AN's ALL STARS live映像配信〉、岩田光央〈岩田光央の「話すか。」〉
- 2009年7月度：「- 福圓・松崎・市来のクロジ☆DE 生放送！」　※動画配信

福圓美里、松崎亜希子、市来光弘(劇団＝乙女企画クロジ☆)〈福圓美里&松崎亜希子のクロジカン☆〉
- 2009年8月度：「- 加藤英美里の生放送！」

加藤英美里〈ドキドキ★メッセージ、モバイル新企画〉
- 2009年9月度：「 - 関俊彦と関智一の生放送！」

関俊彦〈ルビーにくちづけ〉、関智一〈智一・美樹のラジオビッグバン〉
- 2009年10月度：「- OLDCODEXの生放送！デビューSPECIAL」　※動画配信

鈴木達央 with OLDCODEXメンバー〈鈴木達央ラジオTIME〉
- 2009年11月度：「- 井上和彦＆羽多野渉の生放送！官能昔話SPECIAL」

井上和彦、羽多野渉　〈官能昔話特設ページ〉
- 2009年12月度：「- おれパラ in 国技館開催直前SPECIAL 生放送だよ全員集合！」

岩田光央、鈴村健一
- 2010年1月度：「- 浪川大輔の生放送！」　※動画ｖ

浪川大輔
- 2010年2月度：「- 井上和彦＆近藤隆の生放送！もっと！官能昔話SPECIAL」

井上和彦、近藤隆
- 2010年3月度：「- OLDCODEXの生放送！」　※動画配信

OLDCODEX（Ta_2(鈴木達央)、R・O・N）〈鈴木達央ラジオTIME〉
2010年度
- 2010年4月度：「 - 福圓美里と松崎亜希子のクロジDE生放送！」　※動画配信

福圓美里、松崎亜希子(劇団＝乙女企画クロジ☆)〈福圓美里&松崎亜希子のクロジカン☆〉
- 2010年5月度：「 - POAROの生放送！」　※動画配信

POARO（鷲崎健、伊福部崇）
- 2010年6月度：「 - あさのますみの生放送！」　※動画配信

あさのますみ
- 2010年7月度：「 - 岩田・森久保・櫻井の生放送！」　※動画配信

岩田光央、森久保祥太郎、櫻井孝宏
- 2010年8月度：「 - バトスピ大好き声優の生放送！」　※動画配信

福山潤、櫻井孝宏、阪口大助、遠藤綾、諏訪部順一
- 2010年9月度：「 - 岩田・小野・鈴村・森久保の生放送！おれパラSPECIAL2010」　※動画配信

岩田光央、小野大輔、鈴村健一、森久保祥太郎
- 2010年10月度：「 - バトスピ大好き声優の生放送！2」　※動画配信

阪口大助、遠藤綾、小野大輔、立花慎之介、大浦冬華、諏訪部順一
- 2010年11月度：「 - 今井麻美の生放送！」　※動画配信

今井麻美〈今井麻美のクリスマスで会いましょう〉
- 2010年12月度：「- OLDCODEXの生放送！」　※動画配信

OLDCODEX（Ta_2(鈴木達央)、R・O・N、YORKE.）〈鈴木達央ラジオTIME〉
- 2011年1月度：「- あさのますみの生放送！」　※動画配信

あさのますみ
- 2011年2月度：「 - 岩田・森久保・櫻井の生放送！2」　※動画配信

岩田光央、森久保祥太郎、櫻井孝宏
- 2011年3月度：「 - フェロ☆メンの生放送！」　

フェロ☆メン（諏訪部順一、鳥海浩輔）
2011年度
- 2011年4月度：「- OLDCODEXの生放送！」　※動画配信

OLDCODEX（Ta_2(鈴木達央)、R・O・N、YORKE.）〈鈴木達央ラジオTIME〉
- 2011年5月度：「- 声援団の生放送！」　※動画配信

声援団（井上和彦、関智一、かないみか、神奈延年、ショッカーO野、勝杏里）
- 2011年6月度：「 - フェロ☆メンの生放送！」　

フェロ☆メン（諏訪部順一、鳥海浩輔）
- 2011年7月度：「 -  N±、生放送しています。」　※動画配信　

N±（植田佳奈、後藤麻衣、佐藤利奈、清水香里、生天目仁美）
- 2011年8月度：「 -  帰ってきた！今井麻美の生放送！」　※動画配信　

今井麻美
- 2011年9月度：「 - 岩田・小野・鈴村・森久保の生放送！おれパラSPECIAL2011」　※動画配信

岩田光央、小野大輔、鈴村健一、森久保祥太郎
- 2011年10月度：「- OLDCODEXの生放送！」　※動画配信

OLDCODEX（Ta_2(鈴木達央)、R・O・N、YORKE.）〈鈴木達央ラジオTIME〉
- 2011年11月度：「- あさのますみの生放送！」　※動画配信

あさのますみ
- 2011年12月度：「- 岩田光央の生放送！ クリスマス直前 男同士で本音で「話すか。」SPECIAL」　※動画配信

岩田光央〈岩田光央の「話すか。」〉
- 2012年1月度:「- 声優天文部の生放送！～みなさーん、星好きですかー！」　※動画配信

声優天文部（斎賀みつき、間島淳司）
- 2012年2月度:「- クロジ☆DE 残念女子会 生放送！」　※動画配信

福圓美里、松崎亜希子(劇団＝乙女企画クロジ☆)〈福圓美里&松崎亜希子のクロジカン☆〉
- 2012年3月度：「- OLDCODEXの生放送！」　※動画配信

OLDCODEX（Ta_2(鈴木達央)、R・O・N、YORKE.）〈鈴木達央ラジオTIME〉
2012年度
- 2012年4月度：「 - 今井麻美の生放送！～「Hasta La Vista」発売記念100問100答SPECIAL」　※動画配信

今井麻美
- 2012年5月度：「 - 跡部景吾の生放送！」　※動画配信（天気カメラ映像）

諏訪部順一
- 2012年6月度:「- DVD発売記念! クロジ DE 生放送！」　※動画配信

福圓美里、松崎亜希子(クロジ)〈福圓美里&松崎亜希子のクロジカン☆〉
- 2012年7月度：「- OLDCODEXの生放送！」　※動画配信

OLDCODEX（Ta_2(鈴木達央)、YORKE.）〈鈴木達央ラジオTIME〉
- 2012年8月度：「- 鈴村健一の生放送！」　※動画配信

鈴村健一
- 2012年9月度：「- 茅原実里の生放送！」　※動画配信

茅原実里
- 2012年10月度:「- クロジ DE 生放送！」　※動画配信

福圓美里、松崎亜希子(クロジ)〈福圓美里&松崎亜希子のクロジカン☆〉
- 2012年11月度:「- 岩田・小野・鈴村・森久保の生放送 おれパラSPECIAL 2012」　※動画配信

岩田光央、小野大輔、鈴村健一、森久保祥太郎
- 2012年12月度：「- OLDCODEXの生放送！」　※動画配信

OLDCODEX（Ta_2(鈴木達央)、YORKE.）〈鈴木達央ラジオTIME〉
- 2013年1月度:「 - 岩田光央のカナタ DE 生放送！」※動画配信

岩田光央
- 2013年2月度:「- クロジ DE 生放送!」　※動画配信

福圓美里、松崎亜希子(クロジ)〈福圓美里&松崎亜希子のクロジカン☆〉
- 2013年3月度:「- 今井麻美＆原 由実の生放送!～そんな所まで!? 仲良し3.27同日発売SP」　※動画配信

今井麻美、原由実
2013年度
- 2013年4月度:「- 東京ジャンケンの生放送」　※動画配信

豊口めぐみ、名塚佳織、福圓美里（東京ジャンケン）
- 2013年5月度：「- OLDCODEXの生放送！」　※動画配信

OLDCODEX〈鈴木達央ラジオTIME〉
- 2013年6月度：「- 原由実の生放送!3rdシングル「intention」発売決定記念 ハラハラ60分SPECIAL」　※動画配信

原由実
- 2013年7月度：「- 井上喜久子＆田中敦子の"文芸あねもねR"の生放送!」　※動画配信

井上喜久子、田中敦子（文芸あねもねR）
- 2013年8月度:「- クロジ DE 生放送!」　※動画配信

福圓美里、松崎亜希子(クロジ)〈福圓美里&松崎亜希子のクロジカン☆〉
- 2013年9月度:「- 松来未祐の生放送! 生ホワイトシンシアリー」　※動画配信

松来未祐
- 2013年10月度:「- 岩田・小野・鈴村・森久保の生放送! おれパラSPECIAL 2013」　※動画配信

岩田光央、小野大輔、鈴村健一、森久保祥太郎
- 2013年11月度：「- OLDCODEXの生放送!」　※動画配信

OLDCODEX（Ta_2、YORKE.）〈鈴木達央ラジオTIME〉
- 2013年12月度:「- クロジ DE 生放送!」　※動画配信

福圓美里、松崎亜希子(クロジ)〈福圓美里&松崎亜希子のクロジカン☆〉
- 2014年1月度:「 - カナタ DE 生放送!」※動画配信

岩田光央
- 2014年2月度:「 - ヘロヘロQカムパニー生放送!」※動画配信

関智一、那珂村たかこ、大谷秀一郎（劇団ヘロヘロQカムパニー）
- 2014年3月度：「- 井上喜久子&田中敦子の文芸あねもねRの生放送!」　※動画配信

井上喜久子、田中敦子（文芸あねもねR）
2014年度
- 2014年4月度：「- OLDCODEXの生放送!」　※動画配信

OLDCODEX（Ta_2、YORKE.）〈鈴木達央ラジオTIME〉
- 2014年5月度:「- 福圓美里の生放送!『四谷回廊』チケット先行発売スペシャル」　※動画配信

福圓美里、松崎亜希子〈福圓美里&松崎亜希子のクロジカン☆〉
- 2014年6月度:「- 東京ジャンケンの生放送!」　※動画配信

豊口めぐみ、野阪実（東京ジャンケン)
- 2014年7月度:「- .伊藤かな恵の生放送!」　※動画配信

伊藤かな恵
- 2014年8月度：「- OLDCODEXの生放送!」　※動画配信

OLDCODEX（Ta_2、YORKE.）〈鈴木達央ラジオTIME〉
- 2014年9月度:「- 福圓美里&松崎亜希子 クロジ DE 生放送! 開演直前 花の柩SPECIAL」　※動画配信

福圓美里、松崎亜希子(クロジ)〈福圓美里&松崎亜希子のクロジカン☆〉
- 2014年10月度：「 - 小野・鈴村・森久保の生放送!おれパラSPECIAL2014」 ※動画配信

小野大輔、鈴村健一、森久保祥太郎
- 2014年11月度:「 - 伊藤かな恵の生放送!」　※動画配信

伊藤かな恵
- 2014年12月度:「 - カナタ DE 生放送!」※動画配信

岩田光央
- 2015年1月度:「 - 福圓美里&松崎亜希子のクロジ DE 生放送!」　※動画配信

福圓美里、松崎亜希子(クロジ)〈福圓美里&松崎亜希子のクロジカン☆〉
- 2015年2月度:「 - 原由実の生放送!」　※動画配信

原由実
- 2015年3月度:「 - 森久保祥太郎の生放送!「FOCUS」発売記念SPECIAL」　※動画配信

森久保祥太郎
2015年度
- 2015年4月度：「- OLDCODEXの生放送！」　※動画配信

OLDCODEX（Ta_2、YORKE.）〈鈴木達央ラジオTIME〉
- 2015年5月度:「 - ヘロヘロQカムパニー生放送!」※動画配信

関智一、長沢美樹（劇団ヘロヘロQカムパニー）
- 2015年6月度:「- 清水愛の生放送！」

清水愛
- 2015年7月度:「- あさのますみの生放送！」　※動画配信

あさのますみ
- 2015年8月度:「- 東京ジャンケンの生放送!」　※動画配信

豊口めぐみ、野阪実（東京ジャンケン)
- 2015年9月度:「- JAM Projectの生放送!」　※動画配信

JAM Project（影山ヒロノブ・奥井雅美・福山芳樹）、鷲崎健
- 2015年10月度:「 - 福圓美里&松崎亜希子のクロジ DE 生放送!」　※動画配信

福圓美里、松崎亜希子(クロジ)〈福圓美里&松崎亜希子のクロジカン☆〉
- 2015年11月度:「 - 寺島拓篤の生放送!4thシングル「INNER STAR」リリース記念! ジャケットも! MVも! みんな見せちゃうぞSPECIA」　※動画配信

寺島拓篤
- 2015年12月度：「- 文芸あねもねRの生放送!～3人でうふふ♪ガールズトーク～」　※動画配信

井上喜久子（文芸あねもねR）
- 2016年1月度：「- カナタNEXT de 生放送!」　※動画配信

岩田光央
- 2016年2月度：「- 森久保祥太郎の生放送!～後厄ですけど、何か!?」　※動画配信

森久保祥太郎
- 2016年3月度：「- 下野紘の生放送!～もうすぐ「リアル-REAL-」発売しちゃうぞSPECIAL～」　※動画配信

下野紘
2016年度
- 2016年4月度：「- パステルの生放送！〜Twelve a GO!GO! 再結成しておしゃべりです!」　※動画配信

パステル（清水愛、こやまきみこ、今野宏美、加藤奈々絵、白石涼子、日永田麻衣、増山鈴乃音）
- 2016年5月度：「- ハロプロ大好き声優の生放送!～Enjoy!ハロカツ～」　※動画配信

吉野裕行・保村真・陶山章央・水島大宙
- 2016年6月度：「- OLDCODEXの生放送！」　※動画配信

OLDCODEX（Ta_2、YORKE.）
- 2016年7月度:「 - 福圓美里&松崎亜希子のクロジ DE 生放送!」　※動画配信

福圓美里、松崎亜希子(クロジ)〈福圓美里&松崎亜希子のクロジカン☆〉
- 2016年8月度:「 - 下野 紘の生放送! 遂に2nd single「ONE CHANCE」発売しちゃうぞSPECIAL」

下野 紘

#### ゲスト
- 2009年5月度:阿澄佳奈〈阿澄佳奈です〉
- 2009年8月度:鹿野優以、西岡和哉　諏訪部順一（メッセージ出演）、小野坂昌也（メッセージ出演）
- 2009年11月度:高井ウララ
- 2009年12月度:平川大輔、森久保祥太郎（メッセージ出演）、小野大輔（メッセージ出演）、梶裕貴（メッセージ出演）
- 2010年1月度：岩田光央
- 2010年3月度：YORKE（Painter）
- 2010年4月度：市来光弘、能登麻美子（メッセージ出演）
- 2010年5月度：宮野真守（メッセージ出演）、榎本温子（メッセージ出演）、関智一（メッセージ出演）、長沢美樹（メッセージ出演）
- 2010年8月度：ギャラクシー渡辺
- 2010年10月度：ギャラクシー渡辺（バトスピ公式Twitterでの実況を担当。エンディングで合流した）
- 2010年11月度：関智一（メッセージ出演）、長沢美樹（メッセージ出演）、長谷部瞳（メッセージ出演）
- 2011年12月度：森久保祥太郎
- 2012年1月度:山口清裕
- 2012年2月度：市来光弘、酒井香奈子、藤田咲、生天目仁美、清水愛、鈴木達央（以上 電話出演）、関智一
- 2012年6月度:能登麻美子
- 2013年4月度:三宅健太、岩崎大(Studio Life)、大竹浩一
- 2013年7月度:宮木あや子、南綾子
- 2013年8月度:平川大輔
- 2013年9月度:儀武ゆう子・micco（marble）
- 2014年1月度:平川大輔
- 2014年2月度:櫻井孝宏（メッセージ出演）、小野賢章（メッセージ出演）
- 2014年5月度:大高雄一郎、阿部敦(電話出演)、関智一(電話出演)
- 2014年6月度:名塚佳織、斎賀みつき、米原幸祐、一杉佳澄、鈴木智久、桑田亜紀、細見慎之介、佐藤利奈（東京ジャンケン）
- 2014年9月度:釘宮理恵
- 2014年10月度:SCREEN mode、羽多野渉、寺島拓篤
- 2014年12月度:いしいのりえ
- 2015年1月度：関智一
- 2015年5月度：木村昴
- 2015年8月度：長沢美樹、名塚佳織、恒松あゆみ、三宅健太、岩﨑大（Studio Life）、斎賀みつき、佐藤利奈（東京ジャンケン）
- 2015年10月度:沢城千春
- 2015年12月度:浅野真澄
- 2016年1月度:いしいのりえ、仲村宗悟
- 2016年7月度:平川大輔

#### エピソード
- 2009年6月配信分ではAN's ALL STARSメンバーが全員登場したが、メンバーの石川英郎はテレビ番組のナレーション収録のため、遅刻した。そのため、オープニングで石川からのメッセージを流した後、石川不在で番組は進行していったが、配信に間に合い、生ライブ終了直後に合流した。

### 「 - バトスピ大好き声優の生放送！」
sideBからのスピンオフ番組。プライベートでもバトルスピリッツをこよなく愛する、アニメ「バトルスピリッツ」出演声優陣（通称：バトスピ大好き声優）が同じくゲストのアニメ「バトスピ」出演声優を交えて、バトスピに関するネタコーナーや、バトルスピリッツ対決を通して、バトスピの魅力、最新情報を伝える。提供：バンダイ

#### パーソナリティ
パーソナリティ
杉田智和（2018年4月 - ）、菅沼久義（2012年10月 - ）、阪口大助（2011年4月 - ）
バンダイのバトスピ担当
やっきぃ / 八木祐幸（2019年4月 - ）

##### 過去のパーソナリティ
パーソナリティ
遠藤綾（2011年1月 - 2012年9月）
諏訪部順一（2011年1月 - 2018年3月）
バトスピTwitter担当
ギャラクシー渡辺
バンダイのバトスピ担当
小谷英斗（2018年1月 - 2019年3月）

#### コーナー
- 驚け!最新カード（第85回 2018年1月10日 - ）

バンダイのバトスピ担当者が、発売前の最新カードを紹介する。
- やるぜ!生バトスピ

パーソナリティーとゲストが、バトルスピリッツ対決を展開する。

##### 過去のコーナー
- バトスピ会議（第10回 2011年10月12日 - ）

リスナーから寄せられたテーマでパーソナリティ・ゲストがバトスピに関するトピックスを語る。
- 決めろ!No.1カード（ - 第3回 2011年3月16日）

番組から出されたお題に対して、リスナーが選んだバトスピカードTOP3を紹介する。
- ゲストが選ぶ　今月の3枚（ - 第9回 2011年9月14日）

ゲストバトラーがお勧めのバトスピカード3枚を紹介する。
- 叫べ!必殺カード

リスナーから寄せられたバトスピバトル時に使用する決め台詞を紹介する。
- バトスピ大喜利（第16回 2012年4月11日 - ）

バトスピに関するテーマで大喜利を行う。
- コピれ！強いカード！！

リスナーから寄せられた、お勧めのカードやコンボ、デッキを紹介する
- あたりまえバトスピ!

バトスピ公式サポーターのCOWCOWにあやかり、
リスナーから寄せられた、バトスピに関する「あたりまえ体操」を紹介する。
- 煌臨（こうりん）!俺のカード![4]（第11回 2011年11月9日 - 第87回 2018年3月14日）

リスナーから寄せられたスピリット名から想像したオリジナルイラストを紹介する。

#### ゲスト
- 2011年1月度：櫻井孝宏、阪口大助、菅沼久義
- 2011年2月度：福山潤、立花慎之介、下野紘
- 2011年3月度：小野大輔、大浦冬華、川澄綾子
- 2011年4月度：福山潤、立花慎之介（飛び入り）
- 2011年5月度：菅沼久義、三浦祥朗
- 2011年6月度：下野紘、伊藤かな恵
- 2011年7月度：立花慎之介、福山潤（飛び入り、エンディングで合流）
- 2011年8月度：小野大輔、平川大輔、本多陽子
- 2011年9月度：大浦冬華、浪川大輔
- 2011年10月度：藤田咲
- 2011年11月度：平田真菜、福山潤
- 2011年12月度：島﨑信長、ジャスティス立花
- 2012年1月度：平田真菜、楠大典
- 2012年2月度：藤田咲、武藤正史
- 2012年3月度：菅沼久義、高橋美佳子
- 2012年4月度：武藤正史、松岡美佳
- 2012年5月度：藤田咲、島﨑信長
- 2012年6月度：大浦冬華、立花慎之介
- 2012年7月度：平田真菜、菅沼久義
- 2012年8月度：松岡美佳、高橋美佳子
- 2012年9月度：平田真菜、藤田咲
- 2012年10月度：皆川純子
- 2012年11月度：緑川光、立花慎之介
- 2012年12月度：福山潤、堀江由衣
- 2013年1月度：小野友樹、平田真菜
- 2013年2月度：神田朱未、マジカルスター咲
- 2013年3月度：皆川純子、緑川光
- 2013年4月度：福山潤
- 2013年5月度：小山力也、小野友樹
- 2013年6月度：福山潤 - 公開録音時のゲスト
- 2013年7月度：立花慎之介、神田朱未
- 2013年8月度：釘宮理恵、江口拓也
- 2013年9月度：皆川純子、速水奨
- 2013年10月度：伊瀬茉莉也、渡辺正樹（アニメ「最強銀河 究極ゼロ ～バトルスピリッツ～」監督）
- 2013年11月度：中村悠一、三浦祥朗
- 2013年12月度：立花慎之介、松岡美佳
- 2014年1月度：山口勝平、伊瀬茉莉也
- 2014年2月度：福山潤、宮野真守
- 2014年3月度：釘宮理恵、三浦祥朗
- 2014年4月度：藤田咲、杉田智和
- 2014年5月度：下野紘、福山潤
- 2014年6月度：中村悠一、井口裕香
- 2014年7月度：小林竜之、芹澤優、久保田未夢
- 2014年8月度：乃村健次、三浦祥朗
- 2014年9月度：藤田咲、杉田智和
- 2014年10月度：渡辺正樹
- 2014年11月度：立花慎之介、最上嗣生
- 2014年12月度：喜山茂雄
- 2015年1月度：白石涼子
- 2015年2月度：杉田智和
- 2015年3月度：三浦祥朗
- 2015年4月度：山下誠一郎
- 2015年5月度：新井良平
- 2015年6月度：真堂圭
- 2015年7月度：立花慎之介
- 2015年8月度：金田アキ
- 2015年9月度：田村睦心
- 2015年10月度：遠藤綾
- 2015年11月度：三瓶由布子
- 2015年12月度：田村睦心
- 2016年1月度：山下七海
- 2016年2月度：阪口周平
- 2016年3月度：山下誠一郎
- 2016年4月度：福山潤
- 2016年5月度：杉田智和
- 2016年6月度：小市眞琴
- 2016年7月度：秦佐和子
- 2016年8月度：大森日雅
- 2016年9月度：佐倉綾音
- 2016年10月度：田村睦心
- 2016年11月度：和多田美咲
- 2016年12月度：小平有希
- 2017年1月度：杉田智和、山下誠一郎
- 2017年2月度：喜山茂雄
- 2017年3月度：小市眞琴、田村睦心
- 2017年4月度：アグレッシブ健太
- 2017年5月度：月野もあ（「バトスピ エクストリームゲーム」MC）
- 2017年6月度：杉田智和
- 2017年7月度：新井良平
- 2017年8月度：桜雪（「バトスピ エクストリームゲーム」MC）
- 2017年9月度：田村睦心
- 2017年10月度：阪口周平
- 2017年11月度：杉田智和
- 2017年12月度：山下誠一郎
- 2018年1月度：小平有希
- 2018年2月度：杉田智和、新井良平
- 2018年3月度：ゲストなし
- 2018年4月度：ゲストなし
- 2018年5月度：松田利冴
- 2018年6月度：荒川美穂
- 2018年7月度：MEN店長（「カレースタンドPLUCK」の店長、杉田智和の友人）
- 2018年8月度：小川祥平
- 2018年9月度：松田颯水
- 2018年10月度：体操の先生（杉田智和の友人）
- 2018年11月度：拝真之介
- 2018年12月度：田村睦心
- 2019年1月度：小市眞琴、田村睦心
- 2019年2月度：松田利冴、松田颯水
- 2019年3月度：山下誠一郎
- 2019年4月度：大空直美
- 2019年5月度：新井良平
- 2019年6月度：碓氷剛史、渡辺正樹（アニメ「バトルスピリッツ サーガブレイヴ」監督）
- 2019年7月度：喜山茂雄
- 2019年8月度：松田利冴、松田颯水
- 2019年9月度：体操の先生（杉田智和の友人）
- 2019年10月度：木戸衣吹
- 2019年11月度：田所あずさ
- 2019年12月度：戸谷公人
- 2020年1月度：碓氷剛史
- 2020年2月度：田村睦心
- 2020年3月度：喜山茂雄
- 2020年4月度：新井良平
- 2020年5月度：小川祥平
- 2020年6月度：下地紫野
- 2020年7月度：拝真之介
- 2020年8月度：福山潤
- 2020年9月度：小平有希
- 2020年10月度：阪口周平
- 2020年11月度：新井良平
- 2020年12月度：MEN店長（「カレースタンドPLUCK」の店長、杉田智和の友人）
- 2021年1月度：長縄まりあ
- 2021年2月度：河西健吾
- 2021年3月度：碓氷剛史
- 2021年4月度：小川祥平
- 2021年5月度：増尾興佑
- 2021年6月度：新井良平
- 2021年7月度：大空直美
- 2021年8月度：田村睦心
- 2021年9月度：MEN店長（「カレースタンドPLUCK」の店長、杉田智和の友人）
- 2021年10月度：阪口周平
- 2021年11月度：新井良平
- 2021年12月度：小川祥平

### 「 - ツダケンとフッキーのはてるまでラジオを舞台化する生放送」

#### パーソナリティ
- 津田健次郎

アシスタント
- 藤原祐規

#### ゲスト
2015年9月度：森田成一

### 「 - 諏訪部順一の生放送！」

#### パーソナリティ
諏訪部順一

#### コーナー
- （ゲスト名）Wiki補完計画

ウィキペディアの記事を参考にしながら、ゲストの人柄に迫る（掲載されている記事に誤りがある場合は、誤りの部分を指摘することもある）。
また、リスナーから寄せられたウィキペディアに載っていない情報を紹介する。

##### 過去のコーナー
- 携帯対決！ザ・電話帳ジャンケン

くじで選ばれたメモリ番号を諏訪部とゲストを検索し、そのメモリ番号に登録されている人ついて、自慢し合い、どちらの方が強いかを対戦する。
判定は番組ディレクター。敗者は罰ゲームとして、対戦で選ばれた人1人に電話をしなくてはならない。
- 悪魔のささやき

ゲストにここだけのナイショ話を披露してもらう。このとき2人はウィスパー調に会話をする。
このコーナーの直後に「モバイル生リサーチ」の投票終了となる。
- 特別企画

メールによるリスナー参加型企画。ゲストや季節にちなんだ企画を行う

#### ゲスト
- 2009年4月度：遊佐浩二〈週刊・遊佐浩二〉
- 2009年5月度：櫻井孝宏〈櫻井孝宏のTAMARIBA〉
- 2009年6月度：森久保祥太郎〈ルビーにくちづけ、「AN's ALL STARS」live映像配信〉
- 2009年7月度：鈴村健一〈(有)チェリーベル〉
- 2009年8月度：浅野真澄〈浅野真澄のoui,スパーラジ！〉
- 2009年9月度：能登麻美子
- 2009年10月度：保村真（謎の新ユニットSTA☆MENメンバー）〈ドキドキ★メッセージ〉
- 2009年11月度：細谷佳正〈ドキドキ★メッセージ〉
- 2009年12月度：中井和哉〈朗読劇「原画と朗読で綴るサイボーグ009の世界」特設ページ〉
- 2010年1月度：吉野裕行〈吉野裕行の超ラジ!〉
- 2010年2月度：高橋広樹〈ライブDVD「It is time」特設ページ〉
- 2010年3月度：鳥海浩輔〈ガッツ戦隊 ガットゥーゾー〉
- 2010年4月度：鈴木達央〈鈴木達央ラジオTIME.〉
- 2010年5月度：寺島拓篤〈岩田光央の「話すか。」ゲスト出演〉、羽多野渉
- 2010年6月度：後藤邑子
- 2010年7月度：中村悠一〈モバイル文化放送リニューアル記念トークイベント「電気人間十番勝負！YES！YOU CAN!!」配信〉
- 2010年8月度：松来未祐〈(有)チェリーベル〉、胡龍幸子
- 2010年9月度：関俊彦
- 2010年10月度：楠大典
- 2010年11月度：東村アキコ、斉賀みつき（飛び入り）、斉藤貴美子（飛び入り）
- 2010年12月度：岩田光央〈岩田光央の「話すか。」〉
- 2011年1月度：福圓美里、松崎亜希子〈福圓美里&松崎亜希子のクロジカン☆〉
- 2011年2月度：新谷良子〈良子＆愛のぷにぷに Tea Time〉
- 2011年3月度：堀内賢雄
- 2011年4月度：小野大輔
- 2011年5月度：野島裕史
- 2011年6月度：福山潤
- 2011年7月度：佐藤聡美
- 2011年8月度：近藤隆
- 2011年9月度：岸尾だいすけ
- 2011年10月度：岡本信彦
- 2011年11月度：平川大輔
- 2011年12月度：間島淳司
- 2012年1月度：斉賀みつき
- 2012年2月度：下野紘
- 2012年3月度：鳥海浩輔、保村真、吉野裕行（謎の新ユニットSTA☆MENのユニット内ユニット、ガッツのメンバー）
- 2012年4月度：新垣樽助
- 2012年5月度：小西克幸
- 2012年6月度：寺島拓篤
- 2012年7月度：羽多野渉
- 2012年8月度：小野賢章
- 2012年9月度：小野友樹
- 2012年10月度：緑川光
- 2012年11月度：興津和幸
- 2012年12月度：前野智昭
- 2013年1月度：安元洋貴
- 2013年2月度：東山奈央
- 2013年3月度：大川透
- 2013年4月度：宮野真守
- 2013年5月度：木村良平
- 2013年6月度：沢城みゆき
- 2013年7月度：内山昂輝
- 2013年8月度：佐藤利奈
- 2013年9月度：井上喜久子
- 2013年10月度：鳥海浩輔（フェロ☆メン） -「フェロ☆メンの生放送!」として放送
- 2013年11月度：宮田幸季
- 2013年12月度：江口拓也
- 2014年1月度：梶裕貴
- 2014年2月度：森田成一
- 2014年3月度：柿原徹也
- 2014年4月度：杉山紀彰
- 2014年5月度：矢作紗友里
- 2014年6月度：阿部敦
- 2014年7月度：佐倉綾音
- 2014年8月度：伊藤健太郎
- 2014年9月度：鳥海浩輔（フェロ☆メン） -「フェロ☆メンの生放送!」として放送
- 2014年10月度：谷山紀章
- 2014年11月度：逢坂良太
- 2014年12月度：蒼井翔太
- 2015年1月度：山下大輝
- 2015年2月度：速水奨
- 2015年3月度：折笠富美子
- 2015年4月度：川澄綾子
- 2015年5月度：村瀬歩
- 2015年6月度：津田健次郎
- 2015年7月度：石川界人
- 2015年8月度：悠木碧
- 2015年9月度：種田梨沙
- 2015年10月度：川田紳司
- 2015年11月度：小林裕介
- 2015年12月度：KENN
- 2016年1月度：日笠陽子
- 2016年2月度：豊永利行
- 2016年3月度：鳥海浩輔（フェロ☆メン） -「フェロ☆メンの生放送!」として放送
- 2016年4月度：浪川大輔
- 2016年5月度：三木眞一郎
- 2016年6月度：潘めぐみ
- 2016年7月度：金元寿子
- 2016年8月度：松岡禎丞
- 2016年9月度：高橋美佳子
- 2016年10月度：甲斐田ゆき
- 2016年11月度：山口勝平
- 2016年12月度：芹澤優
- 2017年1月度：内田雄馬
- 2017年2月度：喜多村英梨
- 2017年3月度：田中敦子
- 2017年4月度：朴璐美
- 2017年5月度：本渡楓
- 2017年6月度：小山力也
- 2017年7月度：高橋英則
- 2017年8月度：稲田徹
- 2017年9月度：上坂すみれ
- 2017年10月度：遠藤綾
- 2017年11月度：島﨑信長
- 2017年12月度：杉田智和
- 2018年1月度：藤沢文翁
- 2018年2月度：畠中祐
- 2018年3月度：大西沙織
- 2018年4月度：増田俊樹
- 2018年5月度：白石涼子
- 2018年6月度：井上和彦
- 2018年7月度：高垣彩陽
- 2018年8月度：三宅健太
- 2018年9月度：ゲストなし

#### エピソード
- 2009年6月配信分の「電話帳ジャンケン」のコーナーでは、諏訪部の携帯メモリから同じく『おはスタ』で「麗人サイガー」として活躍していた斎賀みつきが選ばれた。対戦の結果諏訪部が負けたため、罰ゲームとして斎賀の携帯にかけることになったが留守電だったため、代わりにゾナーに扮する森久保がナゾナゾを吹き込んだ。
- 2009年10月配信分の「電話帳ジャンケン」では、罰ゲームで、保村が同級生であるバンダイビジュアルのプロデューサーに電話をかけたが、間違えてほかの方に電話をしてしまった。
- 2010年3月配信分では、諏訪部と同じフェロ☆メンのメンバーである鳥海をゲストに招き、フェロ☆メンの新曲「いろは歌」を初公開、レコーディング秘話も明かした。
- 2018年9月配信分では、ゲストを呼ばず諏訪部単独で進行した。後半のCMでは甲斐田ゆき、鳥海浩輔からのボイスメッセージが流れ、この放送を以て番組が終了した。

## 付属事項
- 初回は番組改編の都合上side-Aが4月第2水曜日、side-Bが4月第4水曜日の生配信だった。
- 第1回は非動画配信対応の映像表示になっていたが、第2回以降は超!A&G+の他番組と同様の対応（天気カメラ映像）となっている。その際、画面の上に「中継・文化放送上空」のテロップと画面下に超!mobile A&Gのロゴが表示されている。sideBでは2010年2月までは不定期に簡易動画配信が実施されていたが、2010年3月以降の回ではスタジオ内映像が配信されている。